# Liste der Kulturdenkmäler in Dörnberg (Lahn)
In der Liste der Kulturdenkmäler in Dörnberg sind alle Kulturdenkmäler der rheinland-pfälzischen Ortsgemeinde Dörnberg einschließlich des Ortsteils Kalkofen aufgeführt. Grundlage ist die Denkmalliste des Landes Rheinland-Pfalz (Stand: 8. Dezember 2023).

## Einzeldenkmäler
| Bezeichnung              | Lage                                                 | Baujahr         | Beschreibung | Bild                           |
| ------------------------ | ---------------------------------------------------- | --------------- | --- | ------------------------------ |
| Wohnhaus                 | Dörnberg, Hauptstraße 23 Lage                        |                 | Wohnhaus, weitgehend massiv erneuert                                                                                          | Fotos hochladen                |
| Hofanlage                | Dörnberg, Hauptstraße 25 Lage                        | 1701            | Hofanlage; Fachwerkhaus, teilweise massiv, bezeichnet 1701, Fachwerk-Wirtschaftsgebäude, teilweise massiv, 19. Jahrhundert    | Fotos hochladen                |
| Evangelische Pfarrkirche | Dörnberg, Hauptstraße 29 Lage                        | 1739            | Bruchsteinsaal, Mansarddach, 1739                                                                                             | weitere Bilder Fotos hochladen |
| Schulhaus                | Dörnberg, Hauptstraße 44 Lage                        | 1903            | ehemalige Schule; Backsteinbau, bezeichnet 1903                                                                               | BW                             |
| Bergerhof                | Dörnberg, nördlich des Ortes Lage                    | um 1920/30      | Vierflügelanlage; eingeschossiger Wohntrakt, Mansarddach, um 1920/30, Wirtschaftsflügel zum Teil älter                        | Fotos hochladen                |
| Zechenhaus               | Dörnberg, nördlich des Ortes Lage                    | 18. Jahrhundert | Zechenhaus der ehemaligen Holzappeler Hütte; Krüppelwalmdachbau, verputzt und verschiefert, angeblich aus dem 18. Jahrhundert | Fotos hochladen                |
| Kriegerdenkmal           | Dörnberg, südöstlich des Ortes auf dem Friedhof Lage | 20. Jahrhundert | schlichtes Kriegerdenkmal des Ersten und Zweiten Weltkriegs                                                                   | BW                             |
| Wohnhaus                 | Kalkofen, Lahnstraße 4/5 Lage                        | 17. Jahrhundert | stattliches Wohnhaus, verputzt und verschiefert, Fachwerk wohl aus dem 17. Jahrhundert                                        | BW                             |